# Epeolus transitorius
Epeolus transitorius är en biart som beskrevs av Eduard Friedrich Eversmann 1852. Epeolus transitorius ingår i släktet filtbin, och familjen långtungebin. Inga underarter finns listade i Catalogue of Life.